# Stadion Borca u Čačku
Stadion Borca ili Stadion kraj Morave je višenamjenski stadion u Čačku, u Srbiji. Najčešće se koristi za nogometne susrete, pa na njemu svoje domaće utakmice igra FK Borac, nogometni klub iz Čačka. Stadion je otvoren 1958., a obnovljen je 2007. Prije obnove stadion je imao kapacitet 11.000 mjesta, nakon rekonstrukcije koja je završena 2017., on je smanjen na 8.000 mjesta. 